# Nazionale maschile di cricket dell'India
La nazionale di cricket dell'India è la squadra nazionale indiana di cricket, posta sotto l'egida del Board of Control for Cricket in India. Ha partecipato a tutte le edizioni della Coppa del Mondo di cricket ed è riuscita ad aggiudicarsi il trofeo nelle edizioni del 1983 e del 2011.

## Storia

### Le origini
Il Marylebone Cricket Club (MCC) era ansioso di promuovere il cricket in tutto l'Impero britannico e il 31 maggio 1926 l'associazione indiana, insieme ai suoi equivalenti neozelandesi e delle Indie Occidentali, divennero membri a pieno titolo dell'Imperial Cricket Conference, che in precedenza era composto solo dal MCC e da rappresentanti dell'Australia e del Sud Africa. Alla nazionale indiana è stato consentito sin da subito di partecipare ai test match.

L'India fece il suo debutto nel test cricket nel 1932, durante il tour dell'Inghilterra al Lord's Cricket Round di Londra, perdendo per 158 runs.

La squadra indiana continuò a crescere negli anni '30 e '40, ma non riuscì a ottenere nessuna vittoria internazionale.

### La nazionale dopo l'indipendenza

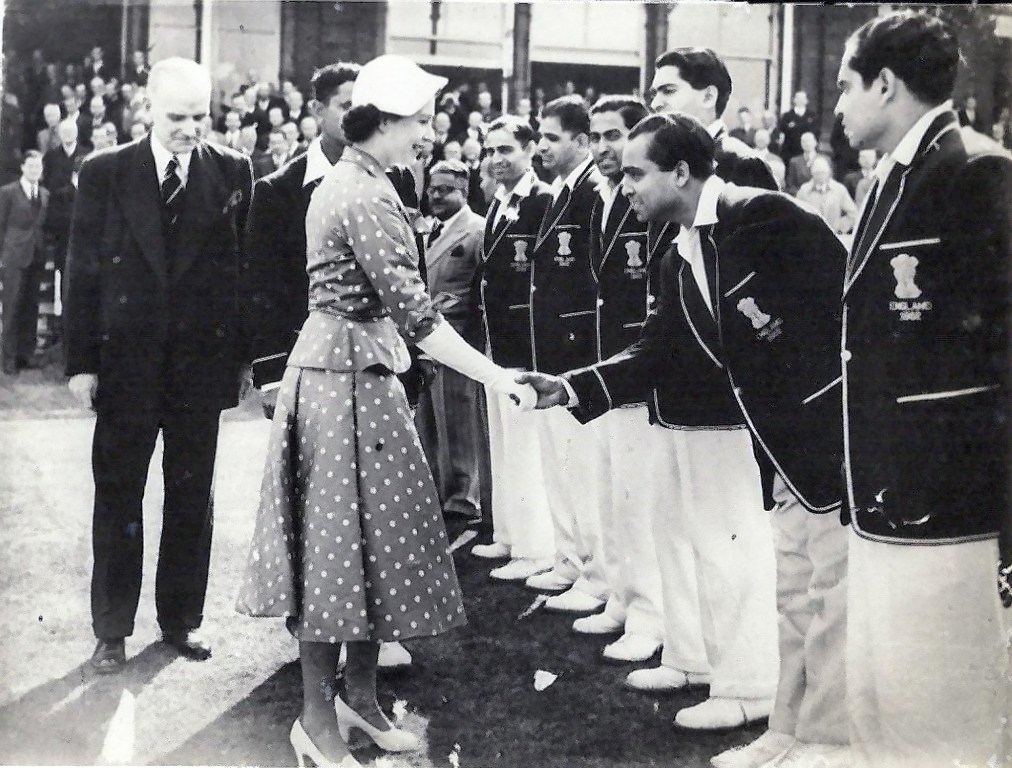
Elisabetta II con i membri della squadra indiana di cricket durante il loro tour in Inghilterra nel 1952

In seguito all'indipendenza dell'India del 1947, la nazionale di cricket iniziò a giocare anche contro le altre nazioni test dell'epoca, tra cui l'Australia e le Indie Occidentali. La prima tournée in trasferta dell'India come nazione indipendente arrivò contro gli Invincibili australiani di Donald Bradman nel 1947/1948, conclusosi con una sconfitta di 4-0 per la squadra indiana. 

Al 24º tentativo, l'India ottenne la prima vittoria nel test, battendo l'Inghilterra a Madras nel 1952. Nello stesso anno, l'india vinse la sua prima serie di test, battendo il Pakistan. L'India continuò il suo sviluppo negli anni '50, con una vittoria nella serie di test contro la Nuova Zelanda nel 1955–1956. Tuttavia, fino alla fine del decennio, l'India non riuscì a vincere altre serie di test, perdendo pesantemente contro le squadre australiane e inglesi.

Nella stagione 1961/1962 l'India vinse la serie di test contro l'Inghilterra per 2–0. Negli anni successivi la nazionale indiana riuscirà a battere la Nuova Zelanda nel 1964/1965 e nel 1967-68.

### L'esordio nel cricket ODI
L'introduzione del cricket ODI nel 1971 ha portato il cricket internazionale in una nuova dimensione. Tuttavia, all'epoca l'India non era considerata una forte squadra ODI e i battitori indiani erano noti per la loro battuta difensiva. L'India è entrata nell'era dell'ODI come una squadra debole, non riuscendo a superare la fase a gironi delle prime due Coppe del Mondo. Nella Coppa del Mondo del 1979, l'India non riuscì a vincere nessuna delle partite della fase a gironi, perdendo contro Indie occidentali, Nuova Zelanda e Sri Lanka, terminando quindi all'ultimo posto. 

Al contrario, l'India aveva una squadra forte nel Test cricket e aveva un buon record di vittorie, soprattutto in casa, dove la sua combinazione di battitori potenti e eccezionali lanciatori di spin era al suo apice, rivaleggiando con le squadre dominanti di Inghilterra e Australia. 

Negli anni '80, l'India ha sviluppato una formazione di battuta più offensiva. L'India vinse la Coppa del Mondo del 1983 dopo aver sconfitto i favoriti e due volte campioni del mondo delle Indie occidentali con un forte bowling nella finale al Lord's. Al contrario degli anni precedenti, la squadra ora stava incontrando difficoltà nel Test cricket, raggiungendo 28 partite di test consecutive senza vittorie.

Alla Coppa del Mondo del 1987 in Pakistan e India, la nazionale indiana raggiunse le semifinali, perdendo contro l'Inghilterra.

### La fine del XX Secolo
L'India non è riuscita a vincere nessuno dei 33 test al di fuori del subcontinente negli anni '90, mentre ha vinto 17 dei 30 test giocati in patria. 

Alla Coppa del Mondo del 1992 in Australia e Nuova Zelanda, tutte e nove le squadre partecipanti giocarono nello stesso girone. L'India ha ottenuto solo due vittorie, tra cui quella contro i rivali del Pakistan, venendo eliminata nella fase iniziale del torneo. Nella edizione del mondiale 1996, l'India subì una sconfitta casalinga in semifinale contro lo Sri Lanka, dopo che la partita fu abbandonata a causa dei disordini tra gli spettatori nei Giardini dell'Eden a Calcutta a seguito delle scarse prestazioni dei giocatori indiani.
Nel 1999 Coppa del Mondo del 1999, dopo aver passato il girone, l'india arrivò all'ultimo posto nella Final Six.

### Lo scandalo delle partite truccate
Nel 1999 il Sud Africa giocò una tournée in India, conclusasi con la vittoria dei sudafricani per 2-1 nella serie test e con quella degli indiani per 3-2 nella serie ODI.

Il 7 aprile 2000, un ufficiale della Crime Branch della polizia di Delhi rivelò di avere una registrazione di una conversazione tra il capitano del team indiano Hansie Cronje e un allibratore. Tale conversazione rivelava l'esistenza di combine nelle partite della tournée.

Lo stesso anno Manjoj Prabhakar rivelò ad un giornale indiano che gli fu offerto denaro per truccare una partita contro il Pakistan.

Nel maggio 2000 venne rilasciato il documentario d'inchiesta Fallen Heroes, dal quale si è onde l'esistenza di molteplici partite truccate da parte dei giocatori indiani, accusando giocatori di primo piano del Team in Blue. Il caso venne affrontato come una priorità anche dal Parlamento indiano e dal governo, che aprì una inchiesta sui fatti. La BBC ha descritto questo momento come l'ora peggiore del cricket indiano.

Dopo la confessione di un allibratorre, le combine vennero definitivamente accertate e star indiane come Mohammad Azharuddin, Ajay Sharma, Ajay Jadeja e Manoj Prabhakar vennero condannati a pesanti squalifiche. Lo scandalo causò pesanti proteste di piazza in tutta l'India contro la nazionale, con fantocci dei giocatori dati alle fiamme.

### Il nuovo millennio
Dal 2000, la squadra indiana ha visto grandi miglioramenti sotto la guida del capitano Sourav Ganguly e dell'allenatore John Wright, il primo allenatore straniero a guidare la selezione indiana. L'India ha vinto in quegli anni la serie casalinga contro l'Australia nel 2000-2001. La vittoria del 2001 fu l'inizio di una serie "perfetta" per gli indiani, che vinsero test match contro Zimbabwe, Sri Lanka, Indie occidentali e Inghilterra. Nel Champions Trophy del 2002, l'India ha condiviso il titolo con lo Sri Lanka quando la finale non poteva essere giocata due volte a causa della pioggia. 

Ai Mondiali del 2003 l'India riuscì a qualificarsi per la semifinale, dove batté il Kenya, sorpresa del torneo, per 91 runs. In finale il team in blue perse contro l'Australia per 125 runs, chiudendo quindi il mondiale con la medaglia d'argento. Nel 2003-2004, l'India ha poi ottenuto un pareggio per 1–1 contro gli australiani e ha vinto una serie di test e ODI in Pakistan.

Nel dicembre 2006, gli indiani giocarono e vinsero il loro primo T20I in Sud Africa, diventando l'ultima delle allora nazioni Test a debuttare nel cricket T20I.

Nella Coppa del Mondo di cricket 2007 la nazionale indiana venne sorprendente eliminata ai gironi, perdendo in maniera netta sia con lo Sri Lanka che col Bangladesh, riuscendo a vincere solamente contro le Bermuda per 257 runs.

### I successi dell'era Dhoni
Dopo che l'India vinse la serie di test in Inghilterra nell'agosto 2007, Dravid si dimise da capitano e Dhoni divenne il nuovo capitano T20I e ODI.

Nel 2007 l'India partecipa alla prima coppa del mondo T20, vincendo il girone battendo gli storici rivali del Pakistan e la Scozia, qualificandosi per la Final Eight, che vinse perdendo solo contro la Nuova Zelanda. Il 22 settembre, la squadra indiana vinse in semifinale contro l'Australia per 15 runs, qualificandosi per la finale, dove ebbe la meglio contro il Pakistan per solo 5 runs.

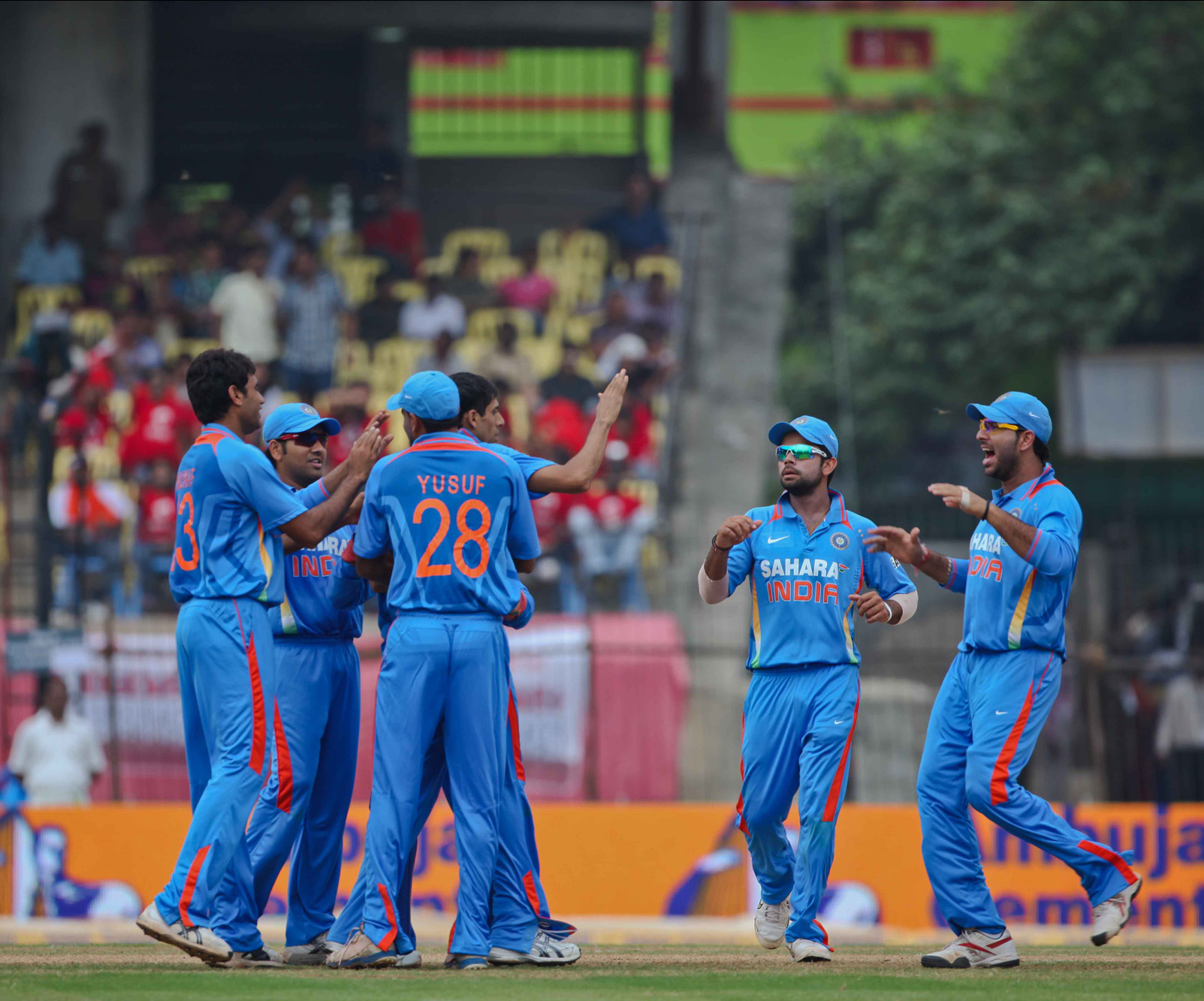
Giocatori indiani festeggiano dopo aver preso un wicket contro la Nuova Zelanda nel 2010

Nell'aprile 2009, l'India ha vinto la prima serie di test in Nuova Zelanda in 41 anni. Grazie alle vittorie contro Sri Lanka e Sud Africa, il team in blue divenne prima nel ranking test.

Il 2 aprile 2011, l'India ha vinto la Coppa del Mondo in casa con una vittoria finale sullo Sri Lanka, diventando la prima nazionale nella storia a vincere un mondiale in casa. Dopo le Indie Occidentali e l'Australia, l'India è diventata la terza squadra a vincere un secondo titolo mondiale.

Nell'agosto 2011, l'India ha perso 0-4 nella serie test in Inghilterra, perdendo il primo posto nel ranking. Nella stessa stagione l'India subì un whitewash per 0-4 contro l'Australia. Le delusioni xonrinuarono nel 2012, con l'eliminazione nella super eight ai mondiali T20 e una storica sconfitta in casa contro l'Inghilterra in una serie test.

### I successi nei format brevi
Nel 2014, ai Mondiali T20 ospitati in Bangladesh, l'India ha mancato di poco un altro trofeo ICC, perdendo contro lo Sri Lanka in finale.

L'India è stata eliminata dalla Coppa del mondo di cricket del 2015 in semifinale contro i futuri campioni del mondo dell'Australia.L'India ha poi iniziato il 2016 vincendo l'Asia Cup 2016, rimanendo imbattuta per tutto il torneo. La squadra era la favorita per la vittoria dell'ICC World Twenty20 2016 , che si è svolto in casa, ma ha perso in semifinale contro i futuri campioni delle Indie Occidentali.

Il 2016 ha segnato l'inizio della "grande stagione casalinga" dell'India, comprendendo le serie casalinghe contro Nuova Zelanda, Inghilterra, Bangladesh e Australia. L'India ha segnato un whitewash contro la Nuova Zelanda, che ha riportato la squadra al primo posto nella classifica dei test dopo più di dieci anni.

Nel 2009, alla Coppa del Mondo di cricket 2009, la squadra è arrivata prima nella fase a gironi con sette vittorie e solo una sconfitta contro la nazione ospitante, l'Inghilterra. I giocatori indiani sono arrivati alle semifinali ma hanno perso contro la Nuova Zelanda per 18 run.

### Gli anni dopo la pandemia covid
Nel giugno 2021, l'India ha affrontato la Nuova Zelanda nella finale del primo World Test Championship 2019-2021, ma ha perso per otto wicket.

Alla Coppa del Mondo T20 del 2021 in Oman e negli Emirati Arabi Uniti, l'India ha perso per la prima volta una partita in un torneo importante contro i rivali del Pakistan nel Super 12. Gli indiani persero contro la Nuova Zelanda, vincendo contro Afghanistan, Scozia e Namibia ma non riuscendo a qualificarsi per le semifinali.

Nel Super 12 della Coppa del Mondo T20 del 2022 in Australia, l'India ha sconfitto Pakistan, Paesi Bassi, Bangladesh e Zimbabwe mentre ha perso contro il Sud Africa. Gli indiani finirono così il loro girone al primo posto e raggiunsero le semifinali, che persero contro i futuri campioni del mondo dell'Inghilterra per dieci wicket.

Nel giugno 2023, l'India ha giocato la finale del secondo Campionato Mondiale di Test 2021-2023 contro l'Australia, ma ha perso per 209 punti. L'India ha ospitato la Coppa del mondo di cricket 2023 e ha raggiunto la finale imbattuta, dopo aver vinto dieci ODI consecutivi per la prima volta. La finale contro il Sudafrica è ricordata per il maggior numero di punti in una finale, con i Proteas riuscirono a tenere il passo fino all'ultimo over e gli indiani alla fine vinsero la finale per soli sette punti. Ciò ha reso gli indiani la terza squadra a vincere la seconda Coppa del Mondo T20, dopo le Indie occidentali nel 2016 e l'Inghilterra nel 2022.

Nel 2024 l'India vince la Coppa del Mondo T20, battendo l'Inghilterra in semifinale e il Sudafrica in finale.
Nel 2025 l'India ospita, nei mesi di gennaio e febbraio, un tour della nazionale inglese. Gli indiani vincono la serie T20 per 4-1, perdendo solamente la partita giocata a Rajkot. Pochi mesi dopo la Nuova Zelanda prende parte all'ICC Champions Trophy dal 19 febbraio al 9 marzo in Pakistan, venendo inserito nel gruppo A, terminando al primo posto nel girone, vincendo contro Bangladesh, Nuova Zelanda e Pakistan,. Il 5 marzo gli indiani hanno giocato la semifinale contro l'Australia al Dubai International Cricket Stadium di Dubai, vincendo di 4 wickets e venendo accedendo alla semifinale, giocata il 9 agosto al Dubai International Cricket Stadium di Dubai. Nell'atto finale del torneo, giocato contro la Nuova Zelanda, la nazionale dell'India vince di 4 wickets, concludendo il torneo al secondo posto.

## La rivalità con il Pakistan
Le partite di cricket tra India e Pakistan attirano un'attenzione straordinaria da parte dei tifosi di entrambe le nazioni, complice la dolorosa spartizione dell'India e le successive guerre indo-pakistane. L'intensità emotiva che caratterizza questi incontri varia in base allo stato delle relazioni diplomatiche tra i due paesi. Tuttavia, esse sono spesso cariche di tensione e riescono a catalizzare un interesse pubblico eccezionale, non solo tra i tifosi delle due squadre, ma anche tra osservatori neutrali. 

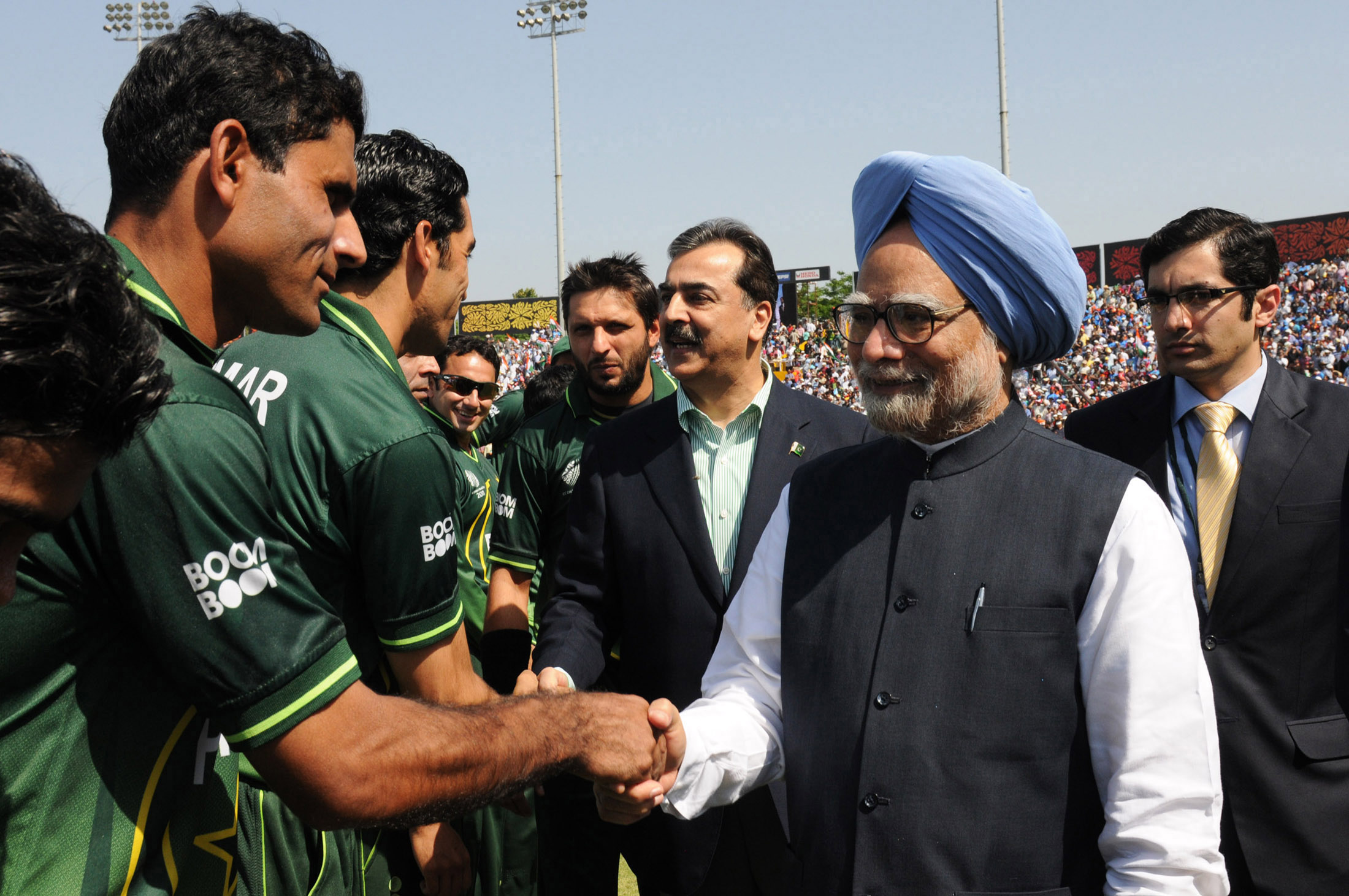
I primi ministri dell'India, Manmohan Singh, e del Pakistan, Yousaf Raza Gilani, salutano le squadre nazionali di India e Pakistan prima della semifinale della Coppa del mondo di cricket 2011 a Mohali

Questo fenomeno si amplifica durante le partite internazionali di un giorno (ODI) nell'ambito della Coppa del Mondo di cricket, dove gli stadi registrano regolarmente il tutto esaurito e l'atmosfera diventa elettrica, indipendentemente dal paese ospitante. Le trasmissioni televisive di queste sfide raggiungono un pubblico di oltre un miliardo di persone, rendendole tra gli eventi sportivi più seguiti a livello globale.
Oltre al fervore sportivo, queste partite diventano talvolta opportunità per incontri diplomatici di alto livello. Presidenti e primi ministri dei due paesi sfruttano il comune amore per il cricket per cercare di ridurre le tensioni bilaterali, un fenomeno noto come "diplomazia del cricket". Un esempio emblematico si è verificato durante la semifinale della Coppa del Mondo di cricket del 2011 a Mohali, in India, quando i primi ministri Yousaf Raza Gilani e Manmohan Singh si sono incontrati. Dopo la partita, hanno discusso diverse questioni sensibili, tra cui un'indagine congiunta sugli attacchi di Mumbai del 2008, dimostrando come il cricket possa fungere da ponte per il dialogo.

## Albo d'oro

### ICC World Test Championship
| Anno      | Round     | Pos.   | GP | W  | L  | D | T |
| --------- | --------- | ------ | -- | -- | -- | - | - |
| 2019-2021 | Finalista | 2/9    | 17 | 12 | 4  | 1 | 0 |
| 2021-2023 | Finalista | 2/9    | 18 | 10 | 5  | 3 | 0 |
| 2023-2025 | Gironi    | 3/9    | 19 | 9  | 8  | 2 | 0 |
| 2025-2027 | TBD       | TBD    | 3  | 1  | 2  | 0 | 0 |
| Totale    | Totale    | Totale | 57 | 32 | 19 | 6 | 0 |

### Coppa del Mondo di cricket
| Anno   | Round       | Pos.   | GP | W  | L  | T | NR |
| ------ | ----------- | ------ | -- | -- | -- | - | -- |
| 1975   | Gironi      | 6/8    | 3  | 1  | 2  | 0 | 0  |
| 1979   | Gironi      | 7/8    | 3  | 0  | 3  | 0 | 0  |
| 1983   | Campioni    | 1/8    | 8  | 6  | 2  | 0 | 0  |
| 1987   | Semi-finali | 3/8    | 7  | 5  | 2  | 0 | 0  |
| 1992   | Gironi      | 7/9    | 8  | 2  | 5  | 0 | 1  |
| 1996   | Semi-finali | 3/12   | 7  | 4  | 3  | 0 | 0  |
| 1999   | Super Six   | 6/12   | 8  | 4  | 4  | 0 | 0  |
| 2003   | Finalista   | 2/14   | 11 | 9  | 2  | 0 | 0  |
| 2007   | Gironi      | 9/16   | 3  | 1  | 2  | 0 | 0  |
| 2011   | Campioni    | 1/14   | 9  | 7  | 1  | 1 | 0  |
| 2015   | Semi-finali | 3/14   | 8  | 7  | 1  | 0 | 0  |
| 2019   | Semi-finali | 3/10   | 10 | 7  | 2  | 0 | 1  |
| 2023   | Finalisti   | 2/10   | 11 | 10 | 1  | 0 | 0  |
| Totale | Totale      | Totale | 96 | 63 | 30 | 1 | 2  |

### Coppa del Mondo T20 maschile di cricket
| Anno   | Round      | Pos.   | GP | W  | L  | T | NR |
| ------ | ---------- | ------ | -- | -- | -- | - | -- |
| 2007   | Campioni   | 1/12   | 7  | 4  | 1  | 1 | 1  |
| 2009   | Super 8s   | 7/12   | 5  | 2  | 3  | 0 | 0  |
| 2010   | Super 8s   | 8/12   | 5  | 2  | 3  | 0 | 0  |
| 2012   | Super 8s   | 5/12   | 5  | 4  | 1  | 0 | 0  |
| 2014   | Finalisti  | 2/16   | 6  | 5  | 1  | 0 | 0  |
| 2016   | Semifinali | 4/16   | 5  | 3  | 2  | 0 | 0  |
| 2021   | Super 12s  | 6/16   | 5  | 3  | 2  | 0 | 0  |
| 2022   | Semifinali | 3/16   | 6  | 4  | 2  | 0 | 0  |
| 2024   | Campioni   | 1/20   | 9  | 8  | 0  | 0 | 1  |
| Totale | Totale     | Totale | 53 | 35 | 15 | 1 | 2  |

### ICC Champions Trophy
| Anno   | Round      | Pos.   | GP | W  | L | T | NR |
| ------ | ---------- | ------ | -- | -- | - | - | -- |
| 1998   | Semifinale | 3/9    | 2  | 1  | 1 | 0 | 0  |
| 2000   | Finalista  | 2/11   | 4  | 3  | 1 | 0 | 0  |
| 2002   | Campioni   | 1/12   | 5  | 3  | 0 | 0 | 2  |
| 2004   | Gironi     | 7/12   | 2  | 1  | 1 | 0 | 0  |
| 2006   | Gironi     | 5/10   | 3  | 1  | 2 | 0 | 0  |
| 2009   | Gironi     | 5/8    | 3  | 1  | 1 | 0 | 1  |
| 2013   | Campioni   | 1/8    | 5  | 5  | 0 | 0 | 0  |
| 2017   | Finalista  | 2/8    | 5  | 3  | 2 | 0 | 0  |
| 2025   | Campioni   | 1/8    | 5  | 5  | 0 | 0 | 0  |
| Totale | Totale     | Totale | 34 | 23 | 8 | 0 | 3  |

### Asia Cup
| Anno    | Round             | Pos.              | GP                | W                 | L                 | T                 | NR                |
| ------- | ----------------- | ----------------- | ----------------- | ----------------- | ----------------- | ----------------- | ----------------- |
| 1984    | Campioni          | 1/3               | 2                 | 2                 | 0                 | 0                 | 0                 |
| 1986    | Torneo boicottato | Torneo boicottato | Torneo boicottato | Torneo boicottato | Torneo boicottato | Torneo boicottato | Torneo boicottato |
| 1988    | Campioni          | 1/4               | 4                 | 3                 | 1                 | 0                 | 0                 |
| 1990–91 | Campioni          | 1/3               | 3                 | 3                 | 1                 | 0                 | 0                 |
| 1995    | Campioni          | 1/4               | 4                 | 3                 | 1                 | 0                 | 0                 |
| 1997    | Finalista         | 2/4               | 4                 | 1                 | 2                 | 0                 | 1                 |
| 2000    | Primo turno       | 3/4               | 3                 | 1                 | 2                 | 0                 | 0                 |
| 2004    | Finalista         | 2/6               | 6                 | 3                 | 3                 | 0                 | 0                 |
| 2008    | Finalista         | 2/6               | 6                 | 4                 | 2                 | 0                 | 0                 |
| 2010    | Campioni          | 1/4               | 4                 | 3                 | 1                 | 0                 | 0                 |
| 2012    | Primo turno       | 3/4               | 3                 | 2                 | 1                 | 0                 | 0                 |
| 2014    | Primo turno       | 3/5               | 4                 | 2                 | 2                 | 0                 | 0                 |
| 2016    | Campioni          | 1/5               | 5                 | 5                 | 0                 | 0                 | 0                 |
| 2018    | Campioni          | 1/6               | 6                 | 5                 | 0                 | 1                 | 0                 |
| 2022    | Semifinale        | 3/6               | 5                 | 3                 | 2                 | 0                 | 0                 |
| 2023    | Campioni          | 1/6               | 6                 | 4                 | 1                 | 0                 | 1                 |
| Totale  | Totale            | Totale            | 65                | 43                | 19                | 1                 | 2                 |

### Giochi asiatici
| Anno   | Round            | Pos.             | GP               | W                | L                | T                | NR               |                  |
| ------ | ---------------- | ---------------- | ---------------- | ---------------- | ---------------- | ---------------- | ---------------- | ---------------- |
| 2010   | Non partecipante | Non partecipante | Non partecipante | Non partecipante | Non partecipante | Non partecipante | Non partecipante | Non partecipante |
| 2014   | Non partecipante | Non partecipante | Non partecipante | Non partecipante | Non partecipante | Non partecipante | Non partecipante | Non partecipante |
| 2022   | Campione         | 3                | 2                | 0                | 0                | 1                | 0                |                  |
| Totale | Totale           | Totale           | 3                | 2                | 0                | 0                | 1                |                  |

### Giochi del Commonwealth
| Anno   | Round  | Pos.   | GP | W | L | T | NR |
| ------ | ------ | ------ | -- | - | - | - | -- |
| 1998   | Gironi | 9/16   | 3  | 1 | 1 | 0 | 1  |
| Totale | Totale | Totale | 3  | 1 | 1 | 0 | 1  |

## Statistiche
Partite internazionali – India 
Aggiornato al 14 luglio 2025.
| Record                  |      |     |     |    |      |
| Format                  | M    | W   | L   | T  | D/NR |
| Tests                   | 592  | 182 | 186 | 1  | 223  |
| ODI                     | 1065 | 566 | 445 | 10 | 44   |
| Twenty20 Internationals | 247  | 168 | 72  | 1  | 6    |

### Test match
Aggiornato al 14 luglio 2025 
| Nazionale         | P   | W   | L   | T | NR  |
| ----------------- | --- | --- | --- | - | --- |
| vs Full Members   |     |     |     |   |     |
| Afghanistan       | 1   | 1   | 0   | 0 | 0   |
| Australia         | 112 | 33  | 48  | 1 | 30  |
| Bangladesh        | 15  | 13  | 0   | 0 | 2   |
| Indie Occidentali | 100 | 23  | 30  | 0 | 47  |
| Inghilterra       | 139 | 36  | 53  | 0 | 50  |
| Nuova Zelanda     | 65  | 22  | 16  | 0 | 27  |
| Pakistan          | 59  | 9   | 12  | 0 | 38  |
| Sri Lanka         | 46  | 22  | 7   | 0 | 17  |
| Sudafrica         | 44  | 16  | 18  | 0 | 10  |
| Zimbabwe          | 11  | 7   | 2   | 0 | 2   |
| Totale            | 592 | 182 | 186 | 1 | 223 |

### ODI
Aggiornato al 9 marzo 2025 
| Nazionale             | P    | W   | L   | T  | NR |
| --------------------- | ---- | --- | --- | -- | -- |
| vs Full Members       |      |     |     |    |    |
| Afghanistan           | 4    | 3   | 0   | 1  | 0  |
| Australia             | 152  | 58  | 84  | 0  | 10 |
| Bangladesh            | 42   | 33  | 8   | 0  | 1  |
| Indie Occidentali     | 142  | 72  | 64  | 2  | 4  |
| Inghilterra           | 110  | 61  | 44  | 2  | 3  |
| Irlanda               | 3    | 3   | 0   | 0  | 0  |
| Nuova Zelanda         | 119  | 61  | 50  | 1  | 7  |
| Pakistan              | 136  | 58  | 73  | 0  | 5  |
| Sri Lanka             | 171  | 99  | 59  | 2  | 11 |
| Sudafrica             | 94   | 40  | 51  | 0  | 3  |
| Zimbabwe              | 66   | 54  | 10  | 2  | 0  |
| vs Associated Members |      |     |     |    |    |
| Africa Orientale      | 1    | 1   | 0   | 0  | 0  |
| Bermuda               | 1    | 1   | 0   | 0  | 0  |
| Hong Kong             | 2    | 2   | 0   | 0  | 0  |
| Kenya                 | 13   | 11  | 2   | 0  | 0  |
| Namibia               | 1    | 1   | 0   | 0  | 0  |
| Nepal                 | 1    | 1   | 0   | 0  | 0  |
| Paesi Bassi           | 3    | 3   | 0   | 0  | 0  |
| Scozia                | 1    | 1   | 0   | 0  | 0  |
| Emirati Arabi Uniti   | 3    | 3   | 0   | 0  | 0  |
| Totale                | 1065 | 566 | 445 | 10 | 44 |

### T20I
Aggiornato al 3 febbraio 2025 
| Nazionale             | P   | W   | L  | T | NR |
| --------------------- | --- | --- | -- | - | -- |
| vs Full Members       |     |     |    |   |    |
| Afghanistan           | 9   | 8   | 0  | 0 | 1  |
| Australia             | 32  | 20  | 11 | 0 | 1  |
| Bangladesh            | 17  | 16  | 1  | 0 | 0  |
| Indie Occidentali     | 30  | 19  | 10 | 0 | 1  |
| Inghilterra           | 29  | 17  | 12 | 0 | 0  |
| Irlanda               | 8   | 8   | 0  | 0 | 0  |
| Nuova Zelanda         | 25  | 14  | 10 | 1 | 0  |
| Pakistan              | 13  | 9   | 4  | 0 | 0  |
| Sri Lanka             | 32  | 22  | 9  | 0 | 1  |
| Sudafrica             | 31  | 18  | 12 | 0 | 1  |
| Zimbabwe              | 13  | 10  | 3  | 0 | 0  |
| vs Associated Members |     |     |    |   |    |
| Emirati Arabi Uniti   | 1   | 1   | 0  | 0 | 0  |
| Hong Kong             | 1   | 1   | 0  | 0 | 0  |
| Namibia               | 1   | 1   | 0  | 0 | 0  |
| Nepal                 | 1   | 1   | 0  | 0 | 0  |
| Paesi Bassi           | 1   | 1   | 0  | 0 | 0  |
| Scozia                | 2   | 1   | 0  | 0 | 1  |
| Stati Uniti           | 1   | 1   | 0  | 0 | 0  |
| Totale                | 247 | 168 | 72 | 1 | 6  |